# José Urruzmendi
José Eusebio "Pepe" Urruzmendi Aycaguer (Uruguay, 25 de agosto de 1944) es un  exfutbolista uruguayo y ex panelista en el programa La hora de los deportes como un crítico en materia de fútbol. Jugó como delantero, principalmente en el Club Nacional de Football de Montevideo.
Salió campeón con la Selección Uruguaya en la copa América de 1967.

Su padre fue el también delantero Eusebio Urruzmendi, recordado por marcar los cuatro goles con los que la reserva del Nacional del Quinquenio de Oro derrotó por 4 a 0 a su similar de Peñarol, el 14 de diciembre de 1941. Ese mismo día, el equipo titular goleó 6 a 0 a Peñarol, por lo que se le conoce como el "Clásico del 10 a 0".
Padre de dos hijos Magela Urruzmendi y Rodrigo Urruzmendi

## Selección nacional
Fue internacional con la Selección de fútbol de Uruguay en 21 partidos, anotando 8 goles. Participó de la Copa Mundial de 1966.

### Participaciones en Copas del Mundo
| Mundial              | Sede       | Resultado        | PJ (G) |
| -------------------- | ---------- | ---------------- | ------ |
| Copa Mundial de 1966 | Inglaterra | Cuartos de final | 0      |

### Participaciones en Copa América
| Copa              | Sede    | Resultado | PJ (G) |
| ----------------- | ------- | --------- | ------ |
| Copa América 1967 | Uruguay | Campeón   | 5 (3)  |

## Clubes

### Como futbolista
| Club                  | País      | Periodo   |
| --------------------- | --------- | --------- |
| Colón                 | Uruguay   | 1960-1964 |
| Nacional              | Uruguay   | 1964—1967 |
| Independiente         | Argentina | 1968      |
| Internacional         | Brasil    | 1969      |
| Defensor              | Uruguay   | 1970      |
| Estudiantes de Mérida | Venezuela | 1976      |
| Fénix                 | Uruguay   |           |
| La Luz                | Uruguay   |           |

### Como entrenador
| Club     | País    | Periodo |
| -------- | ------- | ------- |
| Platense | Uruguay |         |

| Club  | País    | Periodo |
| ----- | ------- | ------- |
| Colón | Uruguay |         |

| Club               | País    | Periodo |
| ------------------ | ------- | ------- |
| Uruguay Montevideo | Uruguay |         |

| Club  | País    | Periodo |
| ----- | ------- | ------- |
| Fénix | Uruguay |         |

| Club            | País    | Periodo |
| --------------- | ------- | ------- |
| Central Español | Uruguay |         |

| Club               | País    | Periodo |
| ------------------ | ------- | ------- |
| Oriental de La Paz | Uruguay |         |

| Club     | País    | Periodo |
| -------- | ------- | ------- |
| Misiones | Uruguay |         |

| Club    | País    | Periodo |
| ------- | ------- | ------- |
| Basáñez | Uruguay |         |

| Club         | País    | Periodo |
| ------------ | ------- | ------- |
| Villa Teresa | Uruguay |         |

| Club                               | País    | Periodo |
| ---------------------------------- | ------- | ------- |
| Selección Departamental de Durazno | Uruguay |         |

## Palmarés

### Campeonatos nacionales
| Título                      | Club     | País    | Edición |
| --------------------------- | -------- | ------- | ------- |
| Primera División de Uruguay | Nacional | Uruguay | 1966    |

### Copas internacionales
| Título       | Selección            | Edición |
| ------------ | -------------------- | ------- |
| Copa América | Selección de Uruguay | 1967    |